# Wilhelm Munscheid
Wilhelm Munscheid (* 15. Februar 1839 in Weitmar; † 8. Dezember 1913 in Düsseldorf) war ein deutscher Industrieller und Gemeinderat. Er war zur Zeit der Industrialisierung an der Entwicklung der Gemeinden Kray und Leithe, seit 1929 Stadtteile von Essen, beteiligt.

## Leben und Wirken
Wilhelm Munscheid verbrachte seine Kindheit in der Grafenberger Allee in Weitmar, das 1926 zu Bochum eingemeindet wurde. In Bochum besuchte er die Gewerbeschule und arbeitete anschließend fünf Jahre lang im Grusonwerk, einer Schiffswerft und Maschinenfabrik in Magdeburg. Munscheid war mit Christine Lambert (* 1847; † 1937 in Düsseldorf) verheiratet und hatte eine Tochter Mathilde, (* 1872 in Essen; † 1912 in Düsseldorf) und einen Sohn Wilhelm Peter Robert (* 1875 in Gelsenkirchen; † 1975). Dieser war Fabrikbesitzer und Staatsanwalt in Köln.
Wilhelm Munscheid trat 1865 als Kaufmann und Geldgeber in die Eisengießerei Gebr. Strassburger & Co. in Gelsenkirchen-Ückendorf ein, die vier Jahre zuvor von Hermann Strassburger und seinem Bruder Johann gegründet worden war. Neben den Brüdern Strassburger wurde auch Wilhelm Munscheid Gesellschafter. Nachdem Johann Strassburger 1872 aus dem Unternehmen ausgeschieden war, gründeten Wilhelm Munscheid und Hermann Strassburger 1874 nahe der alten Stelle zusätzlich das Gussstahlwerk Munscheid & Co. Nachdem Hermann Strassburger 1885 aus Altersgründen aus dem Unternehmen ausgeschieden war, blieb Munscheid Alleininhaber und benannte das Unternehmen in Wilhelm Munscheid Eisengießerei und Maschinenfabrik um. 1889 schließlich folgte die Gründung der Gelsenkirchener Gussstahl- und Eisenwerke AG, vormals Munscheid & Co. Heute befindet sich auf diesem Areal der Wissenschaftspark Gelsenkirchen.
Wilhelm Munscheid war zudem langjähriges Mitglied des Gemeinderates in Kray. Im benachbarten Leithe unterstützte er durch Grundstückskäufe den Straßen- und Wohnungsbau. Der war durch die Einwanderung von Arbeitern für die expandierende Kohle- und Stahlindustrie von enormer Bedeutung. Munscheid erwarb unter anderem die Höfe Grahmann und Klüver und stellte die Grundstücke für Schulen und Kirchen unentgeltlich zur Verfügung. Er trug weiter zur Entwicklung von Leithe bei, indem er unter anderem 1896 den Hof Brüning erwarb. Hier übernahm er die Erschließungskosten des Geländes und verkaufte es an die Gemeinde, die ein Jahr später dort den Volksgarten Kray eröffnete. Außerdem betrieb Munscheid die Errichtung der Stern-Brauerei, die 1898 als Sternbrauerei Kray AG in Kray ihren Anfang nahm.
Kray und die Nachbargemeinde Leithe gehörten seit 1815 zur Bürgermeisterei Altenessen und schlossen sich 1906 zur eigenständigen Bürgermeisterei Kray-Leithe zusammen. Beide Gemeinden wurden als je eigenständige Stadtteile 1929 in die Stadt Essen eingemeindet.
Wilhelm Munscheid ist auf dem Düsseldorfer Nordfriedhof im Familiengrab beigesetzt. Seine Grabstätte ist dort erhalten.

## Ehrungen
Am 11. Mai 1903 wurde in Kray die Munscheidstraße nach Wilhelm Munscheid benannt, welche weiter Richtung Leithe führt. Auch in Gelsenkirchen-Ückendorf trägt seit 1946 eine Straße nahe dem Industrieunternehmen, am heutigen Wissenschaftspark, seinen Namen.